# Страшненко Сергій Васильович
Сергій Васильович Страшненко (нар. 3 вересня 1953, Суми, УРСР) — радянський і український футболіст, воротар.
Вихованець сумського футболу, свого часу захищав ворота юніорської збірної СРСР. Був одним з гравців, які перейшли у «Пахтакор» після трагедії в небі над Дніпродзержинськом 1979-го. До того грав за «Карпати» (Львів), «Чорноморець» (Одеса). Завершив кар'єру на батьківщині у сумському «Автомобілісті».
Працює у спортивній школі «Зміна».
З 1998-го в селі Нижнє Піщане проводиться ветеранський Кубок імені Страшненка.